# Học viện Hý kịch Trung ương
Học viện Hý kịch Trung ương (Tiếng Trung Quốc: 中央戏剧学院, Tiếng Anh: The Central Academy of Drama), gọi tắt Trung Hí (中戯), tiền thân là Học viện nghệ thuật Lỗ Tấn, Học viện văn nghệ Hoa Bắc, Trường chuyên khoa hý kịch Nam Kinh. Địa chỉ tại số 39, ngõ Đông Miên Hoa, khu Đông Thành, Bắc Kinh . Học viện Hý kịch Trung ương đã đào tạo nên nhiều thế hệ nghệ sĩ nổi danh. Cùng với Học viện Điện ảnh Bắc Kinh, Học viện Hý kịch Thượng Hải, Học viện nghệ thuật quân giải phóng, Học viện múa Bắc Kinh là những trường đại học nổi tiếng về đào tạo nhân tài. Học viện Hý kịch Trung ương trực thuộc Bộ văn hóa .

## Lịch sử hình thành
Ngày 18 tháng 10 năm 1935, Trung ương Quốc dân Đảng tuyên bố thành lập Trường chuyên khoa công lập Hý kịch Nam Kinh, hiệu trưởng Dư Thượng Nguyên
Ngày 10 tháng 4 năm 1938, Đảng Cộng sản thành lập Học viện Nghệ thuật Lỗ Tấn tại Diên An
Năm 1948, Đại học liên hiệp Hoa Bắc và Đại học Bắc Phương sáp nhập, trở thành Đại học Hoa Bắc
Ngày 2 tháng 4 năm 1950, Trường chuyên khoa công lập hý kịch, Học viện Nghệ thuật Lỗ Tấn, Đại học Hoa Bắc hợp nhất, trở thành Học viện Hý kịch Trung ương, hiệu trưởng Âu Dương Dư Thiến.

## Chuyên ngành
- Hệ diễn xuất
- Hệ đạo diễn
- Hệ mỹ thuật sân khấu
- Hệ nhạc kịch
- Hệ kinh kịch
- Hệ ca kịch
- Hệ vũ kịch
- Hệ văn học hý kịch
- Hệ giáo dục
- Hệ quản lý
- Hệ điện ảnh truyền hình

## Hiệu trưởng
- Âu Dương Dư Thiến (từ năm 1950 đến 1962)
- Kim Sơn (1979 - 1982)
- Từ Hiểu Chung (1983 - 1999)
- Vương Vĩnh Đức (1999 - 2003)
- Từ Tường (2003 - nay)

## Cựu sinh viên tiêu biểu

### 1949 - 1979
| Khóa | Sinh viên |
| ---- | --- |
| 1949 | Trương Đồng |
| 1954 | Vương Cảnh Ngu, Trịnh Chấn Dao |
| 1956 | Hoàng Tiểu Lập, Lôi Khác Sinh |
| 1957 | Vương Thiết Thành, Lương Bá Long, Lâm Triệu Hoa |
| 1959 | Cố Uy, Nghiêm Thuận Khai, Nhan Bỉ Đắc |
| 1960 | Văn Hưng Vũ, Đới Khắc |
| 1961 | Cù Huyền Hòa, Trương Quân Anh, Triệu Nhĩ Khang, Thường Lỵ |
| 1963 | Quách Pháp Tằng |
| 1964 | Lưu Trấp Tử |
| 1965 | Đằng Nhữ Tuấn |
| 1973 | Vương Khiết Thực, Cao Cảnh Văn, Lưu Lập Tân, Ma Thục Vân, Phùng Hiến Trân                                                                                           |
| 1974 | Trần Bảo Quốc, Triệu Khuê Nga, Vương Lệ Na, Vương Minh Á |
| 1976 | Thái Quốc Khánh, Hứa Á Quân |
| 1977 | Bảo Quốc An (hệ đạo diễn) |
| 1978 | Lý Bảo Điền (hệ đạo diễn), Trần Phúc Kiềm, Vương Đại An, Lý Khắc Thuần, Đỗ Nguyên                                                                                   |
| 1979 | Hệ đạo diễn: Trần Đạo Minh, Liêu Hướng Hồng, Đinh Như Như, Vương Hiểu Ưng, Tra Minh Triết, Cung Hiểu Đông, Trương Tử Dương, Lý Kiến Bình, Cao Cảnh Văn, Đỗ Chí Quốc |

### 1980 - nay
| Khóa | Sinh viên khoa biểu diễn | Các khoa khác |
| ---- | --- | --- |
| 1980 | Khương Văn, Lữ Lệ Bình, Dư Tuấn Vũ, Lý Nhất Triết, Nhạc Hồng, Tùng San, Cao Thiến, Giả Ngọc Lan, Lưu Bân, Lưu Tiểu Linh                                                              | |
| 1982 | Trương Quang Bắc, Hà Chính Quân, Nghê Đại Hồng | Hệ đạo diễn: Từ Tùng Tử, Kim Nghiễn |
| 1984 | Trương Hàm Dư, Ngô Tú Ba, Vương Chí Phi, Phó Bưu, Trương Thu Phương, Quyên Tử | |
| 1985 | Củng Lợi, Điền Hữu Lương, Triệu Lượng, Ngũ Vũ Quyên, Sử Khắc, Lưu Quan Quân, Kim Lê Lê, Trần Vĩ, Trương Lạc, Xà Na Na, Giả Hoằng Thanh, Triệu Tiểu Xuyên, Kỷ Nguyên                  | |
| 1986 | Ngưu Quần | Hệ đạo diễn: Trương Nhất Bạch |
| 1987 | Hồ Quân, Từ Phàm, Giang San, Cung Lệ Quân, Hà Băng, Trần Tiểu Nghệ, Vương Ban, Lý Hồng Đào, Hàn Thanh, Tôn Tinh, Lưu Hồng Mai, Vương Đào, Hà Du, Châu Tiểu Bằng, Vương Ninh, Lưu Tân | |
| 1988 | Quách Đào, Trần Cương, Miêu Hải Trung, Liêu Nhất Mai, Vương Long Bàng | Hệ đạo diễn: Trương Dương, Mạnh Kinh Huy |
| 1989 | Đào Hồng, Vương Tinh Hoa | |
| 1990 | Trần Kiến Bân, Lý Á Bằng, Vương Học Binh, Tào Vệ Vũ | |
| 1991 | Lưu Thiên Trì, Sử Lan Nha, Hoàng Chí Trung, Ngô Quân | |
| 1992 | Huỳnh Hải Băng, Lư Phương | Hệ biên đạo: Hoắc Hân |
| 1993 | Vương Thiên Nguyên, Tân Bách Thanh, Lưu Mẫn Đào | Hệ văn học hý kịch: Lan Hiểu Long |
| 1994 | Đào Hồng, Cao Hổ, Đoạn Dịch Hoằng, Ấn Tiểu Thiên | |
| 1995 | Hạ Vũ, Ngô Quân | Hệ thanh nhạc: Tôn Hồng Lôi |
| 1996 | Chương Tử Di, Lưu Diệp, Tần Hải Lộ, Hồ Tịnh, Mai Đình, Viên Tuyền, Tăng Lê, Tào Tuấn, Tần Hạo, Trương Đồng                                                                           | |
| 1997 | Trần Hảo, Giả Nhất Bình, Lý Tông Hàn | Hệ vũ kịch: Ngô Việt Hệ đạo diễn: Trương Tịnh Sơ |
| 1998 | Đặng Siêu, Chu Vũ Thần, Khương Hân Ngôn | |
| 1999 | Lý Quang Khiết, Tôn Ninh, Trần Tư Thành | Khoa biểu diễn hệ cao đẳng: Trần Sổ, Vu Tiểu Vỹ Khoa biểu diễn hệ cao học: Dương Nhụy Khoa đạo diễn hệ cao đẳng: Lâm Vĩnh Kiện Hệ đạo diễn: Trương Lỗ Nhất Hệ nhạc kịch: Cận Đông, Tùy Tuấn Ba, Tôn Đại Xuyên |
| 2000 | Chu Vận, Lưu Vân | Hệ đạo diễn: Thang Duy |
| 2001 | Trương Thụy Hàm, Trương Mặc, Trương Hâm Nghệ | |
| 2002 | Văn Chương, Đường Yên, Vương Tử Văn, Đồng Dao, Tôn Kiên, Quách Trân Nghê, Tào Hi Văn, Dương Thước, Hoắc Chính Ngạn                                                                   | Hệ thanh nhạc: Bạch Bách Hà Hệ đạo diễn: Tề Khê |
| 2003 | Vương Khải, Trương Lệ, Trương Hàn | |
| 2004 | Đồng Lệ Á, Tào Nhiên Nhiên, Kiều Sam, Đường Yên, Lưu Đoan Đoan | |
| 2005 | Trần Hiểu, Mao Hiểu Đồng, Trương Giai Ninh, Kinh Siêu, Trương Trác Văn | Hệ thanh nhạc: Tằng Vịnh Thể Hệ vũ kịch: Tôn Dĩnh Hâm, Uông Thuyên Trân Hệ biểu diễn đến đạo diễn: Dĩnh Nhi Hệ biểu diễn lớp bổ túc: Cam Đình Đình                                                            |
| 2006 | Lưu Vũ Hân, Trương Duệ, Giang Khải Đồng | Hệ đạo diễn: Khúc Song Song |
| 2007 | Ngụy Đại Huân, Trương Nhược Y | |
| 2008 | Mã Khả, Lâm Doanh Oánh, Cao Vỹ Quang, Phùng Văn Quyên | |
| 2009 | Bạch Vũ, Sơ Tuấn Thần, Lâm Hạ Vy | |
| 2010 | Tần Tuấn Kiệt, Kiều Hân, Đại Siêu, Trương Siêu | |
| 2011 | Tống Hân Giai Di, Vương Nghiên Chi | |
| 2012 | Trần Nhược Hiên, Thành Nghị, Dương Húc Văn, Lương Khiết, Khuất Sở Tiêu | |
| 2013 | Ngô Hạo Thần, Ngô Giai Di, Vương Mỹ Nhân, Trương Minh Ân, Đại Cao Chính | |
| 2014 | Đổng Tử Kiện, Lương Tịnh Nhàn, Trần Tinh Húc | Hệ nhạc kịch: Trương Tân Thành |
| 2015 | Lưu Hạo Nhiên, Đổng Tư Thành, Lương Sâm | |
| 2016 | Trương Tuyết Nghênh, Triệu Gia Mẫn, Từ Bằng Phi, Trạch Tử Lộ | |
| 2017 | Trịnh Hảo, Khang Nguyệt, Trương Thiên Ái, Quách Tử Kì | |
| 2018 | Dịch Dương Thiên Tỉ, Lý Lan Địch, Hồ Tiên Hú, La Nhất Châu | |
| 2019 | Tưởng Y Y, Huỳnh Dịch Bân | Hệ nhạc kịch: Uông Trác Thành |
| 2020 | Triệu Kim Mạch, Đặng Trạch Minh | |
| 2021 | Văn Kỳ (Vicky Chen), Vương Hòa | Hệ nhạc kịch: Trương Chân Nguyên |
| 2022 | Tống Á Hiên, Mã Gia Kỳ, Tả Lâm Kiệt | |